# Quiina attenuata
Quiina attenuata là một loài thực vật có hoa trong họ Ochnaceae. Loài này được J.V. Schneid. & Zizka mô tả khoa học đầu tiên năm 2003.